# روبن اولیورا
روبن اولیورا (انگلیسی: Rubén Olivera؛ زادهٔ ۴ مهٔ ۱۹۸۳) بازیکن سابق و مربی فوتبال اهل اروگوئه است.
از باشگاه‌هایی که در آن بازی کرده‌است می‌توان به باشگاه فوتبال یوونتوس، باشگاه فوتبال جنوآ، باشگاه فوتبال سمپدوریا، باشگاه فوتبال لچه، باشگاه فوتبال دانوبیو، باشگاه فوتبال لاتینا، باشگاه فوتبال اتلتیکو مادرید، باشگاه فوتبال پنیارول، باشگاه فوتبال فیورنتینا، و باشگاه فوتبال برشا اشاره کرد.
وی همچنین در تیم ملی فوتبال اروگوئه بازی کرده‌است.